# Lasiocampa
Lasiocampa är ett släkte av fjärilar som beskrevs av Franz Paula von Schrank 1802. Lasiocampa ingår i familjen ädelspinnare.

## Dottertaxa tillLasiocampa, i alfabetisk ordning[1][2]
- Lasiocampa aegyptiaca
- Lasiocampa akbesiana
- Lasiocampa albescens
- Lasiocampa albinos
- Lasiocampa almeriaensis
- Lasiocampa alpina
- Lasiocampa altaica
- Lasiocampa angulifera
- Lasiocampa angustilinea
- Lasiocampa annulipes
- Lasiocampa aucta
- Lasiocampa bacoti
- Lasiocampa balcanoturcica
- Lasiocampa basigramma
- Lasiocampa basilinea
- Lasiocampa basipuncta
- Lasiocampa bathseba
- Lasiocampa bifasciata
- Lasiocampa bilinea
- Lasiocampa bilineata
- Lasiocampa bomilcar
- Lasiocampa brevipennis
- Lasiocampa brunnea
- Lasiocampa brunnea-fulva
- Lasiocampa brunnea-marginata
- Lasiocampa brunnea-obsoleta
- Lasiocampa brunnea-semimarginata
- Lasiocampa brunnea-virgata
- Lasiocampa burdigalensis
- Lasiocampa caecopuncta
- Lasiocampa callunae
- Lasiocampa castaneolavatus
- Lasiocampa catalaunica
- Lasiocampa cervina
- Lasiocampa chapkowskyi
- Lasiocampa cingulata
- Lasiocampa cocles
- Lasiocampa complexa
- Lasiocampa complicata
- Lasiocampa concolor
- Lasiocampa contracta-cervina
- Lasiocampa contracta-flava
- Lasiocampa contracta-rufa
- Lasiocampa curvata
- Lasiocampa daddi
- Lasiocampa dalmatina
- Lasiocampa datini
- Lasiocampa davidis
- Lasiocampa decolorata
- Lasiocampa defascia
- Lasiocampa deleta
- Lasiocampa devittata
- Lasiocampa doriai
- Lasiocampa dumeti
- Lasiocampa eversmanni
- Lasiocampa familiaris
- Lasiocampa fasciarecedens
- Lasiocampa feminicolorata
- Lasiocampa femini-colorata
- Lasiocampa feminicula
- Lasiocampa fenestrata
- Lasiocampa ferruginea
- Lasiocampa flava
- Lasiocampa flavilinea
- Lasiocampa grandis
- Lasiocampa grisea
- Lasiocampa guillemotii
- Lasiocampa hamilcar
- Lasiocampa hastifera
- Lasiocampa herzi
- Lasiocampa iberica
- Lasiocampa intermedia
- Lasiocampa inversa
- Lasiocampa josua
- Lasiocampa jugurthina
- Lasiocampa lapponica
- Lasiocampa latovirgata
- Lasiocampa longomaculata
- Lasiocampa lurida
- Lasiocampa lutzernowi
- Lasiocampa macrocellata
- Lasiocampa macropuncta
- Lasiocampa maculosa
- Lasiocampa marginata
- Lasiocampa maroccana
- Lasiocampa mauritanica
- Lasiocampa mauritunnica
- Lasiocampa medicaginis
- Lasiocampa meridionalis
- Lasiocampa mitfordi
- Lasiocampa montana
- Lasiocampa morleyi
- Lasiocampa nana
- Lasiocampa oblivacea
- Lasiocampa obsoleta
- Lasiocampa ochracea
- Lasiocampa ochracea-marginata
- Lasiocampa ochracea-obsoleta
- Lasiocampa ochracea-semimarginata
- Lasiocampa olivaceo-fasciata
- Lasiocampa onobrichis
- Lasiocampa palaestinensis
- Lasiocampa philopalus
- Lasiocampa poveyi
- Lasiocampa prouti
- Lasiocampa purpurascena-marginata
- Lasiocampa purpurascena-semimarginata
- Lasiocampa purpurascens
- Lasiocampa purpurascens-basipuncta
- Lasiocampa purpurascens-curvata
- Lasiocampa purpurascens-latovirgata
- Lasiocampa pusilla
- Lasiocampa püngeleri
- Lasiocampa quercus
- Lasiocampa ratamae
- Lasiocampa reversa
- Lasiocampa roboris
- Lasiocampa romana
- Lasiocampa rufa
- Lasiocampa rufescens-marginata
- Lasiocampa rufescens-semimarginata
- Lasiocampa rufescens-virgata
- Lasiocampa ruizi
- Lasiocampa russica
- Lasiocampa sagitta
- Lasiocampa salomonis
- Lasiocampa samnitica
- Lasiocampa sapiens
- Lasiocampa sardoa
- Lasiocampa schulzi
- Lasiocampa scopariae
- Lasiocampa seileri
- Lasiocampa seitzi
- Lasiocampa semifasciata
- Lasiocampa semimarginata
- Lasiocampa semi-obsoleta
- Lasiocampa serrula
- Lasiocampa sicula
- Lasiocampa sicula-latovirgata
- Lasiocampa sicula-marginata
- Lasiocampa siniscalchii
- Lasiocampa sordidior
- Lasiocampa spadicea
- Lasiocampa spartii
- Lasiocampa staudingeri
- Lasiocampa striata
- Lasiocampa subalpina
- Lasiocampa subulva
- Lasiocampa tekna
- Lasiocampa tenuata
- Lasiocampa terreni
- Lasiocampa trifolii
- Lasiocampa typica
- Lasiocampa undulata
- Lasiocampa unilinea
- Lasiocampa unilinea-rufa
- Lasiocampa wagneri
- Lasiocampa warburgi
- Lasiocampa vaucheri
- Lasiocampa viburni
- Lasiocampa virago
- Lasiocampa virgata
- Lasiocampa vitellius

## Bildgalleri

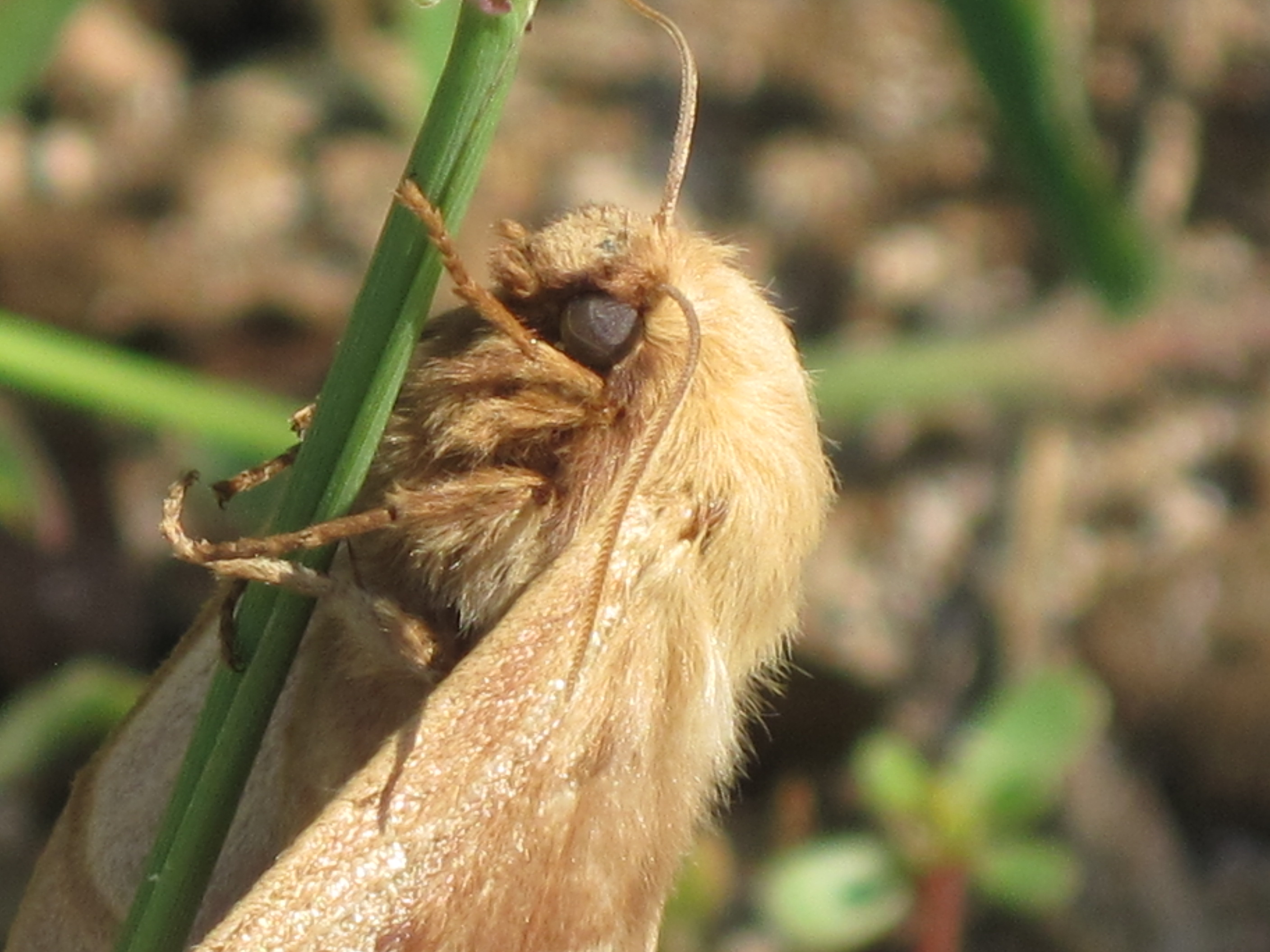
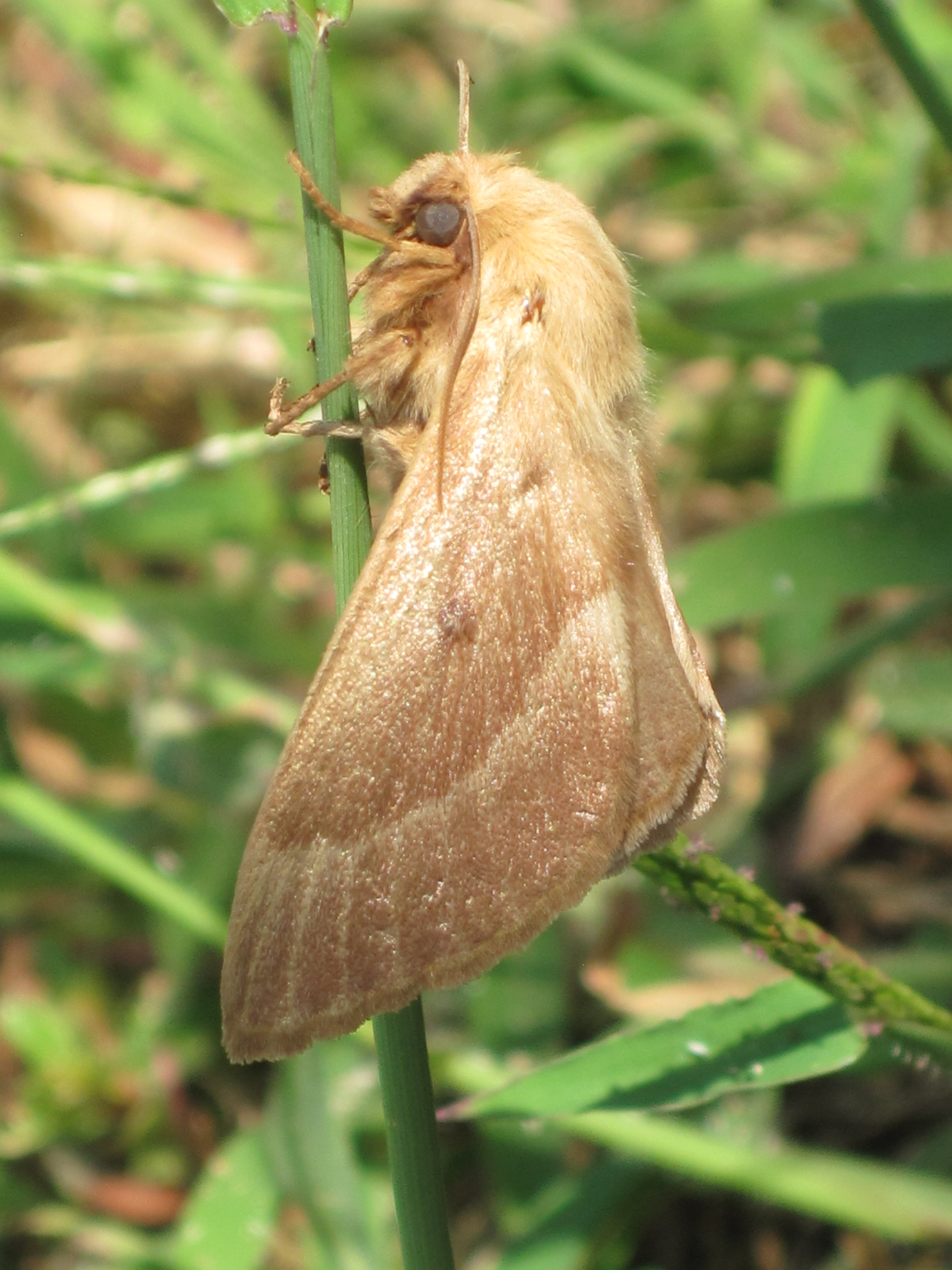
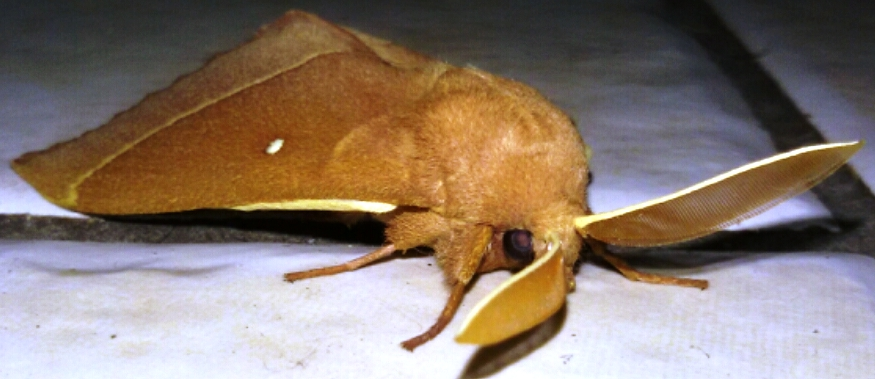
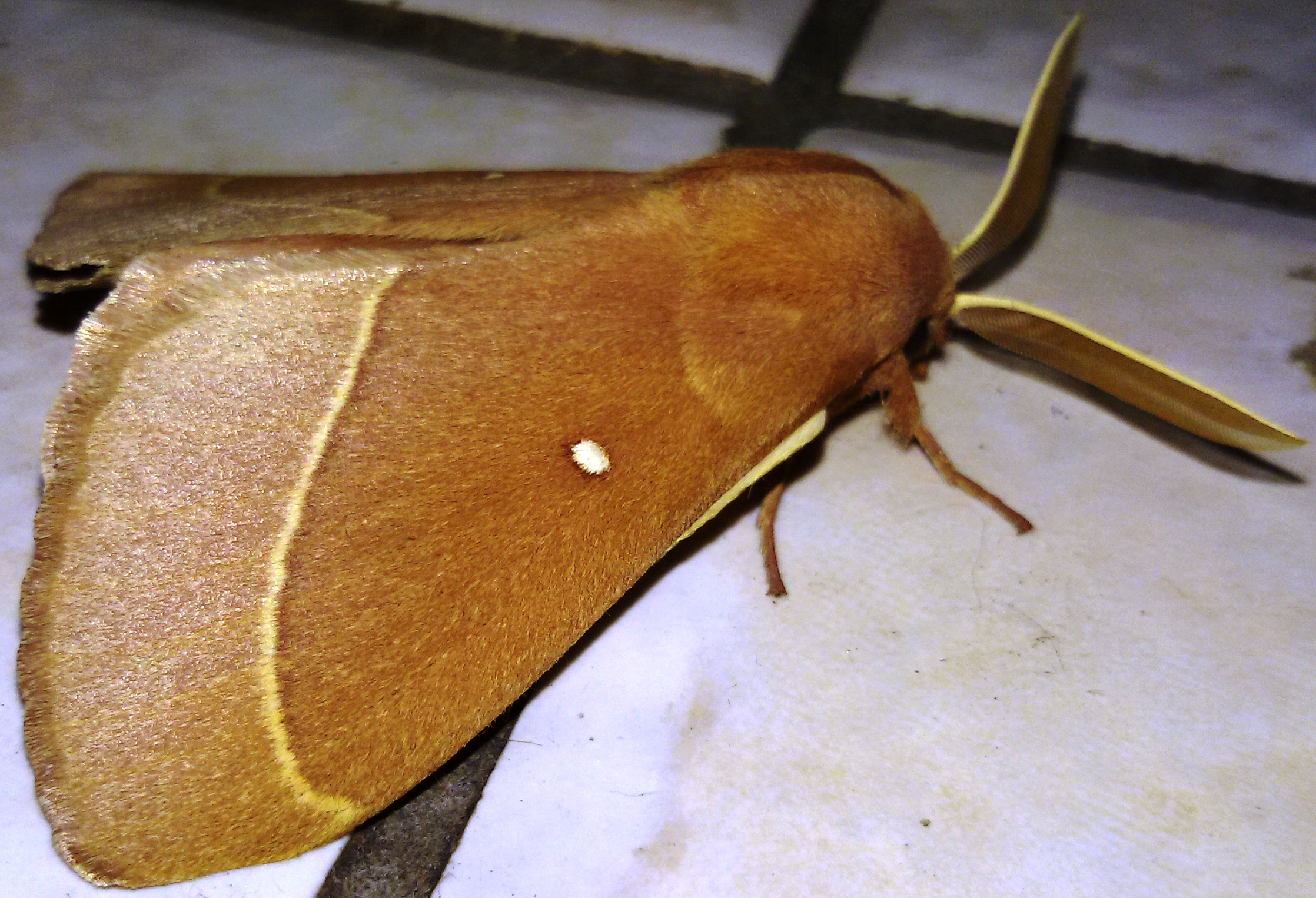
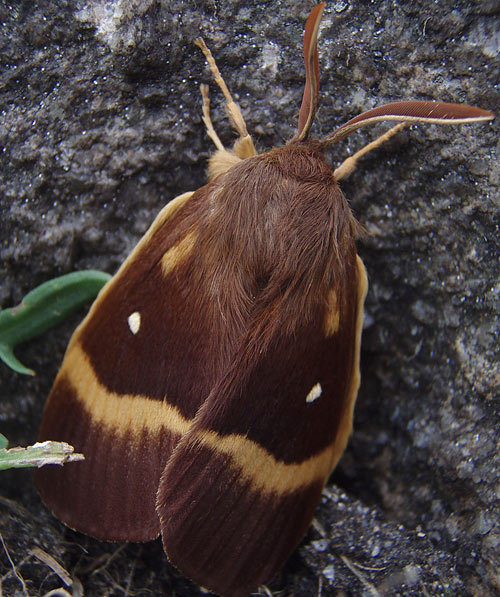
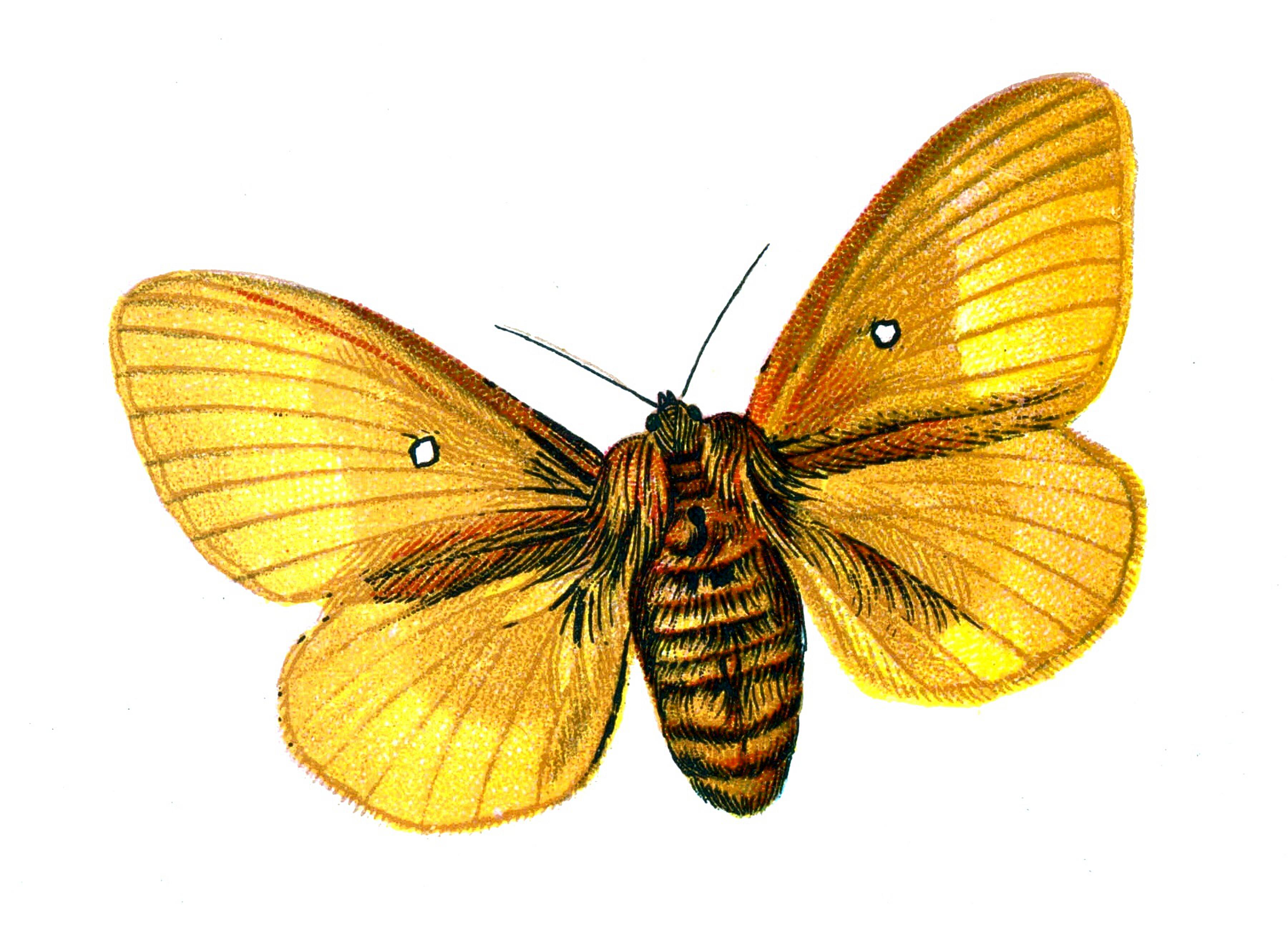